# Lípa v Křemenité
Lípa v Křemenité u Tatrovic v okrese Sokolov, byl starý památný strom, který ve své době patřil mezi 10 nejmohutnějších lip na českém území. Lípa zanikla, její ochrana byla ukončena k 18. únoru 1993.

## Základní údaje
- název: památná lípa v Křemenité
- výška: 28 m[1]
- obvod: 946 cm[1]
- věk: asi 500 let[2]
- souřadnice: 50°16'5.5"N, 12°41'15.1"E (přibližná poloha)

Lípa rostla u staré cesty Chodov - Jindřichovice (cesta kolem osady Mezihorská), v místě dříve bývala boží muka.

## Stav stromu a údržba
Strom neměl původní vrchol, ten byl asi v 10-15 metrech sražený a vrchol původního kmene obrážel menšími větvemi. Zhruba v 5 metrech výšky vybíhala z původního kmene velmi mohutná větev, která vytvořila náhradní korunu stromu.

## Historie a pověsti
Po cestě kolem stromu byli kdysi eskortováni vězni v doprovodu četníka. Tato pěší eskorta se zastavovala u lípy, která značila polovinu cesty a kde měl vězeň nárok na občerstvení. Než četník eskortovanému uvolnil ruce, připoutal jej k mříži na kapli.

## Památné a významné stromy v okolí
- Tatrovická lípa (1,5 km SV)
- Tatrovický buk (1,5 km SV)
- Kaasův buk (Dolní Nivy, pod kopcem Kamenný vrch u Křemenité)
- Jirákova lípa (Dolní Nivy, 5 km JZ)
- Topol v zatáčce (6 km J)
- Dub ve Vintířově (6 km J)